# Pont couvert de Baden (Argovie)
Pour l’article homonyme, voir Holzbrücke.
Le Holzbrücke est un pont couvert en bois franchissant la Limmat à Baden dans le canton d'Argovie en Suisse.

## Histoire
À l'époque romaine, un pont existait déjà sur la Limmat à proximité des termes de Aquae Helveticae. La première mention d'un pont à cet endroit date de 1242. Ce premier ouvrage en a probablement remplacé un datant du XIe siècle. Ici se croisaient les routes de Bâle, Schaffhouse, Zurich et Berne. Au cours des siècles, le pont a été au moins à quatre reprises détruit par des inondations, la glace ou la guerre.

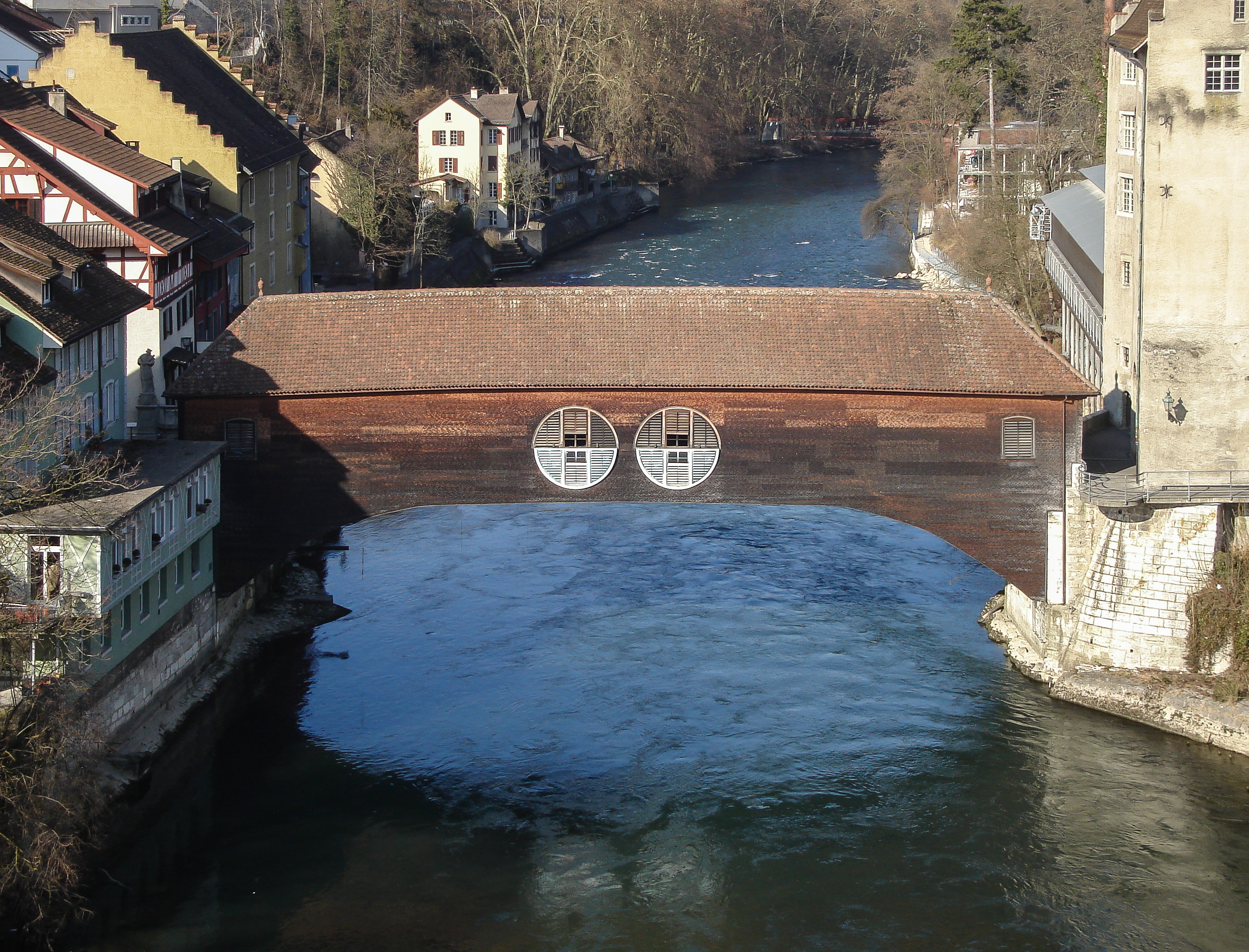
Pont de bois Baden

## Sources
- (de) Cet article est partiellement ou en totalité issu de l’article de Wikipédia en allemand intitulé « Holzbrücke (Baden) » (voir la liste des auteurs).